# Канарана (Мату-Гросу)
Канарана (порт. Canarana) — муниципалитет в Бразилии, входит в штат Мату-Гросу. Составная часть мезорегиона Северо-восток штата Мату-Гроссу. Входит в экономико-статистический микрорегион Канарана. Население составляет 19 329 человек на 2006 год. Занимает площадь 10 834,325 км². Плотность населения — 1,8 чел./км².
Праздник города — 1 мая.

## История
Город основан в 1975 году.

## Статистика
- Валовой внутренний продукт на 2003 год составляет 178 148 113,00 реалов (данные: Бразильский институт географии и статистики).
- Валовой внутренний продукт на душу населения на 2003 год составляет 10 161,89 реал (данные: Бразильский институт географии и статистики).
- Индекс развития человеческого потенциала на 2000 год составляет 0,761 (данные: Программа развития ООН).